# Бріджит Джонс: Закохана у хлопця
«Бріджит Джонс: Закохана у хлопця» (англ. Bridget Jones: Mad About the Boy) — романтична комедія режисера Майкла Морріса за сценарієм Гелен Філдінг, Дена Мейзера та Ебі Морган. Стрічка є сиквелом фільму «Дитина Бріджит Джонс» (2016) і четвертою частиною серії фільмів про Бріджит Джонс, заснована на романі Філдінг 2013 року. Рене Зеллвегер, Г'ю Ґрант, Колін Ферт та Емма Томпсон повернуться до своїх ролей Бріджит Джонс, Деніела Клівера, Марка Дарсі та доктора Роулінґа з попередніх частин, а до акторського складу приєдналися Чиветел Еджіофор, Лео Вудолл, Айла Фішер, Джозет Саймон, Ніко Паркер та Лейла Фарзад.

## Сюжет
Бріджит Джонс, мати двох дітей ― 9-річного Біллі та 4-річної Мейбл, вперше за довгий час зважується вийти у світ. Очікуючи на прихід няні Деніела Клівера, вона ледь не передумує йти. Попри вагання, вона відвідує вечір пам'яті свого покійного чоловіка, Марка Дарсі, який трагічно загинув чотири роки тому під час виконання гуманітарної місії в Судані. Цей вечір стає для Бріджит важким випробуванням, сповненим співчуття та тиску з метою змусити її знову почати шукати кохання.
Коли Бріджит повертається додому, її діти, Мейбл та Біллі, ще не сплять. Вона за традицією розповідає їм казку на ніч. Мейбл, дотримуючись ритуалу, бажає добраніч білій сові за вікном, після чого Бріджит спускається вниз. У її пам'яті спливають спогади про те, як Марк співав дітям колискові пісні, і вона уявляє собі цю мить. Не маючи можливості увійти на свою стрімінгову платформу, Бріджит замислюється над різноманітними, часто суперечливими порадами, які вона отримує від свого оточення.
Зберігаючи в пам'яті передсмертне бажання свого батька, Коліна, щоб вона повернулася до повноцінного життя, і надихаючись словами доктора Роулінгса щодо повернення до роботи, Бріджит вирішує повернутися до активної діяльності. Після оголошення Мірандою конкурсу на участь в інтерв'ю в прямому ефірі для її жіночої програми, Бріджит зв'язується з Річардом та отримує посаду продюсера цього шоу.
Коли Бріджит вирішує знову повернутися до світу побачень, вона знайомиться з Рокстером, рейнджером парку, який є значно молодшим за неї. Їхнє знайомство відбувається через додаток для знайомств Tinder, і після кількох днів віртуального спілкування вони домовляються про особисту зустріч. Перед побаченням Бріджит отримує поради та настанови від своїх близьких друзів. Протягом літа стосунки між Бріджит та Рокстером розвиваються, і Мейбл швидко починає називати Рокстера своїм новим татом, тоді як Біллі, який все ще переживає смерть батька, залишається більш стриманим та обережним.
Бріджит приймає запрошення відвідати урок у класі Біллі, де їй пропонують розповісти про свою роботу телевізійного продюсера. Для ілюстрації своєї розповіді вона організовує невелике телевізійне шоу, де одна з учениць виконує роль продюсера, а Бріджит виступає в ролі ведучої, беручи інтерв'ю у вчителя природничих наук, Скотта Воллакера. Розмова, що починається як просте пояснення життєвого циклу комах, набуває глибшого змісту, коли Бріджит ставить питання про наявність душі у всіх живих істот.
На святкуванні дня народження колеги Бріджит, Рокстер з'являється з особливим розмахом. У ході святкування, Рокстер мимохідь згадує про своє бажання мати машину часу. Прокинувшись наступного ранку, Бріджит виявляє, що він зник, і відтоді він її ігнорує.
Деніел Клівер, госпіталізований через серцевий напад, звертається до Бріджит, відчуваючи, що вона єдина людина, якій він не байдужий. Він ділиться своїми переживаннями щодо самотності, зокрема згадуючи, що не бачив свого сина-підлітка вже понад десять років. Бріджит, яка сама важко переживає втрату батька, пропонує Даніелю спробувати налагодити стосунки з сином.
Рокстер приходить до Бріджит в студію з вибаченнями. Він зізнається їй в коханні, стверджуючи, що його вагання були викликані страхом, але тепер він готовий бути з нею. Бріджит, натякаючи на неможливість повернути час назад, відмовляє йому, і вони остаточно розлучаються. Того ж вечора, переглядаючи статті та особисті речі Марка, вона пише йому зворушливий лист. У неділю Бріджит разом з дітьми, Мейбл та Біллі, вирушає за місто, щоб запустити в небо гелієві кульки з їх посланнями, символічно прощаючись з ним.
Під час шкільної екскурсії до Озерного краю, після того, як діти заснули, між Бріджит та Скоттом Воллакером зав'язується розмова. Скотт розповідає, що завжди уявляв себе батьком, але доля склалася інакше. Бріджит йде заспокоїти дитину, і Біллі зізнається Скотту про свій страх забути батька. Скотт запевняє хлопчика, що його батько завжди буде частиною нього, тому ніколи не зникне повністю.
На шкільному заході Біллі виконує пісню «I'd Do Anything», присвячену своєму батькові, викликаючи у Бріджит впевненість, що Марк пишався б ним. Висловлюючи подяку Скотту за підтримку та допомогу у зціленні її родини, Бріджит запрошує його згодом приєднатися до їхнього сімейного кола. Опинившись у незнайомій та галасливій компанії, Скотт відчуває себе незручно та намагається піти, проте Бріджит зупиняє його на вулиці. У момент щирості Скотт зізнається у своїх почуттях до Бріджит, порівнюючи їх із законом Ньютона про дію та протидію, на що Бріджит цілує його, перш ніж він встигає піти.
Рік потому, на великій новорічній вечірці, родина Бріджит, включаючи її дітей, матір Уну, Даніеля з 16-річним Енцо та Скотта, святкує, насолоджуючись напоями, танцями та очікуючи на зворотний відлік до опівночі. Згодом, коли Бріджит і Скотт укладають дітей спати, вони бажають сові спокійної ночі.

## У ролях
| Актор            | Роль            |
| ---------------- | --------------- |
| Рене Зеллвегер   | Бріджит Джонс   |
| Г'ю Ґрант        | Деніел Клівер   |
| Емма Томпсон     | доктор Роулінгс |
| Чиветел Еджіофор | містер Воллакер |
| Лео Вудалл       | Роксстер        |
| Колін Ферт       | Марк Дарсі      |
| Джим Бродбент    | Колін Джонс     |
| Джемма Джонс     | Памела Джонс    |
| Айла Фішер       | Ребекка         |

| Актор           | Роль           |
| --------------- | -------------- |
| Ніко Паркер     | Хлоя           |
| Лейла Фарзад    | Ніколетт       |
| Сара Солемані   | Міранда        |
| Саллі Філліпс   | Шерон «Шаззер» |
| Ширлі Гендерсон | Джуд           |
| Джеймс Калліс   | Том            |
| Селія Імрі      | Уна Алконбері  |
| Ієн Мідлейн     | Пол            |
| Джоенна Скенлен | Кеті           |

## Виробництво
У жовтні 2022 року Гелен Філдінг відреагувала на повідомлення про четвертий фільм із серії фільмів про Бріджит Джонс, повідомивши Radio Times, що сиквел «Дитини Бріджит Джонс» перебуває в роботі.
У квітні 2024 року було підтверджено четвертий фільм з серії фільмів про Бріджит Джонс, за мотивами третьої книги «Бріджит Джонс: Закохана у хлопця». Рене Зеллвегер, Г'ю Ґрант і Емма Томпсон підтвердили, що повернуться до своїх ролей у попередніх частинах, а до акторського складу приєднаються Чиветел Еджіофор і Лео Вудолл. Режисером фільму став Майкл Морріс, а продюсерами — Тім Беван, Ерік Фелнер і Джо Воллетт з компанією Working Title Films. Miramax також співфінансуватиме фільм. У травні до акторського складу фільму приєдналися Айла Фішер, Джозет Саймон, Ніко Паркер і Лейла Фарзад, а Джим Бродбент, Джемма Джонс, Сара Солемані, Саллі Філліпс, Ширлі Гендерсон і Джеймс Калліс повторили свої ролі з попередніх фільмів.
Колишній коханець Бріджит Марк Дарсі (Колін Ферт) з’являється в трейлері фільму, але потім ми дізнаємося, що він помер, залишивши Бріджит вдовою.
Основні зйомки розпочалися 10 травня 2024 року в Sky Studios Elstree в Лондоні, і завершилися 8 серпня 2024 року.

## Прем'єра
Фільм «Бріджит Джонс: Закохана у хлопця» вийшов в прокат у США на стрімінговому сервісі Peacock 13 лютого 2025 року, а в міжнародний прокат Universal Pictures — 14 лютого 2025 року.